# 🇳🇨
🇳🇨 is een Unicode vlagsequentie emoji die gebruikt wordt als regionale indicator voor Nieuw-Caledonië. De meest gebruikelijke weergave is die van de vlag van Nieuw-Caledonië, maar op sommige platforms (waaronder Microsoft Windows) ziet men de letters NC. Het gebruik is controversieel; Nieuw Caledonië heeft twee officiële landsvlaggen, waarvan een de Franse driekleur is, de meest gebruikte weergave van deze emoji is echter de vlag van de Kanaakse onafhankelijksbeweging FLNKS, die sedert 2010 ook als nationale vlag gebruikt mag worden. Tegenstanders van de onafhankelijkheid zijn het daar niet mee eens, en zullen veelal 🇫🇷 gebruiken.
De vlagsequentie is opgebouwd uit de combinatie van de Regional Indicator Symbols 🇳 (U+1F1F3) en 🇨 (U+1F1E8), tezamen de ISO 3166-1 alpha-2 code NC voor Nieuw-Caledonië vormend.
Deze emoji is in 2010 geïntroduceerd met de Unicode 6.0-standaard.

## Gebruik

De landsvlag van Nieuw-Caledonië

Deze emoji wordt gebruikt als regionale aanduiding van Nieuw-Caledonië.

## Codering

De Emoji One-implementatie

### Unicode
In Unicode vindt men de 🇳🇨 met de codesequentie U+1F1F3 U+1F1E8 (hex).

### Shortcode
Er zijn shortcodes  voor 🇳🇨; in Github kan deze opgeroepen worden met :new caledonia:,  in Slack kan het karakter worden opgeroepen met de code :flag-nc:.